# Луг (Дервента)
Луг је насељено мјесто у општини Дервента, Република Српска, БиХ. Према попису становништва из 2013. у насељу је живјело 1.139 становника.

## Географија
Овде се налази Храст у Лугу.

## Становништво
Према попису становништва из 1991. године, мјесто је имало 1.254 становника.
| Демографија | Демографија | Демографија |
| Година      | Становника  | Становника  |
| ----------- | ----------- | ----------- |
| 1961.       | 519         |             |
| 1971.       | 651         |             |
| 1981.       | 866         |             |
| 1991.       | 1.252       |             |
| 2013.       | 1.139       |             |